# 효자 최사립 정문
효자 최사립 정문은 대한민국 경기도 과천시 문원동에 있다. 1998년 1월 12일 과천시의 향토유적 제3호로 지정되었다.

## 개요
최사립(崔斯立)은 1505년 과천 막계(果川莫溪)에서 출생하여 살았던 효자로서 조선왕조실록(朝鮮王朝實錄)에 그 지극한 효행(孝行)의 내용이 기록되어 있다. 정각은 소실(燒失)되고 하사받은 액자(額字)만 지금까지 보존되어 있으므로, 충효 정신을 계승발전시키기 위하여 과천시에서 1995년에 정각을 복원하고 2011년도에 지금의 위치로 이전하였다.